# Gmina Godzianów
Godzianów ist ein Dorf und Sitz der gleichnamigen Gemeinde im Powiat Skierniewicki der Woiwodschaft Łódź, Polen.

## Gemeinde
Zur Landgemeinde Godzianów gehören sechs Ortsteile mit einem Schulzenamt:
Byczki, Godzianów, Kawęczyn, Lnisno, Płyćwia und Zapady.

## Verkehr
Der Bahnhof Płyćwia an der Bahnstrecke Warszawa–Katowice liegt im Gemeindegebiet.